# Vera (Santa Fe)
Vera is een plaats in het Argentijnse bestuurlijke gebied Vera (departement) in de provincie Santa Fe. De plaats telt 19.760 inwoners.